# Боровое (Гомельская область)
Боровое (бел. Бараво́е) — агрогородок (с 2011 года), центр Боровского сельсовета Лельчицкого района Гомельской области Беларуси.
На западе и востоке граничит с лесом.

## География

### Расположение
В 24 км на юго-запад от Лельчиц, 63 км от железнодорожной станции Мозырь (на линии Калинковичи — Овруч), 239 км от Гомеля.

### Гидрография
На юге течёт река Литоша (приток реки Уборть).

## Транспортная сеть
На автодороге Лельчицы — Глушковичи. Планировка состоит из почти прямолинейной широтной улицы, к которой с северной стороны присоединяются длинная дугообразная улица и переулок. Застроена двусторонне деревянными домами усадебного типа.

## История
Согласно письменным источникам известна с XVI века как село в Мозырском повете Минского воеводства Великого княжества Литовского. Длительное время было во владении Виленской капитулы, а затем графа Соллогуба и помещика Вагнера.
После 2-го раздела Речи Посполитой (1793 год) в составе Российской империи. В 1816 году центр одноимённого поместья помещика Агаркова, который в 1862 году владел здесь 428 десятинами земли. В 1865 году в западной части деревни построена деревянная церковь. К её основному в плане срубу в 1881 году пристроена колокольня. В 1885 году работала мельница. Согласно переписи 1897 года в Тонежской волости Мозырского уезда Минской губернии, действовали церковь, хлебозапасный магазин, водяная мельница. В 1910 году открыта школа, которая размещалась в наёмном крестьянском доме.
С 20 августа 1924 года до 22 декабря 1959 года и с 1988 года центр Боровского сельсовета Лельчицкого района Мозырского (до 26 июля 1930 года и с 21 июня 1935 года по 20 февраля 1938 года) округа, с 20 февраля 1938 года Полесской, с 8 января 1934 года Гомельской областей.
В 1929 году организован колхоз «12 лет Октябрьской революции», работала кузница. Во время Великой Отечественной войны в сентябре 1943 года каратели сожгли деревню и убили 33 жителя. На деревенском кладбище похоронены 3 советских солдата и 4 партизана, которые погибли в боях против оккупантов. Согласно переписи 1959 года центр колхоза «Звезда». Расположены лесничество Милошевичского лесхоза, участок Ельского леспромхоза, средняя школа, Дом культуры, библиотека, фельдшерско-акушерский пункт, детский сад, отделение связи, 4 магазина.
В апреле 1999 года построено новое здание церкви.

## Население

### Численность
- 2004 год — 412 хозяйств, 1114 жителей.

### Динамика
- 1795 год — 25 дворов.
- 1816 год — 29 дворов, 154 жителя.
- 1885 год — 204 жителя.
- 1897 год — 68 дворов, 539 жителей (согласно переписи).
- 1908 год — 108 дворов, 742 жителя.
- 1917 год — 871 житель.
- 1925 год — 192 двора.
- 1940 год — 252 двора, 1256 жителей.
- 1959 год — 1200 жителей (согласно переписи).
- 2004 год — 412 хозяйств, 1114 жителей.

## Инфраструктура
- Комплекс пограничной заставы "Боровое"

## Культура
- Дом культуры

## Достопримечательности
- Каменная «девочка»
- Свято-Георгиевская церковь (1999). На месте старой церкви
- Братская могила советских воинов и партизан
- Аллея деревьев ко Дню народного единства (15.09.2022).

### Утраченное наследие
- Церковь (XVIII в.)

## Галерея

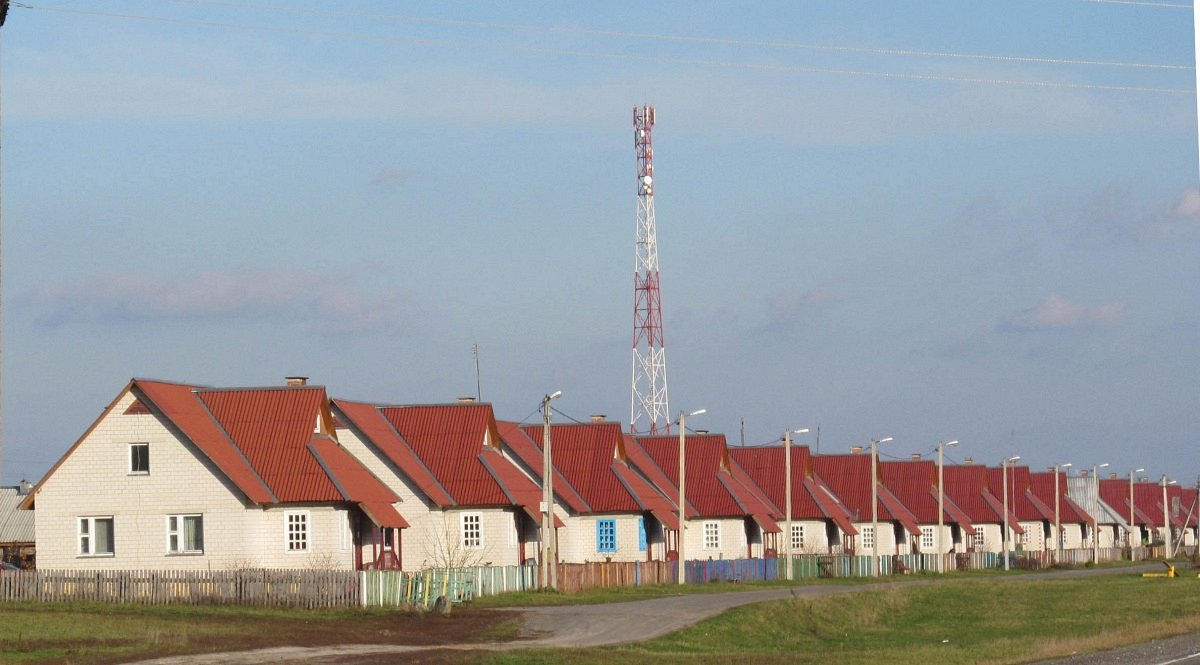
Застройка агрогородка
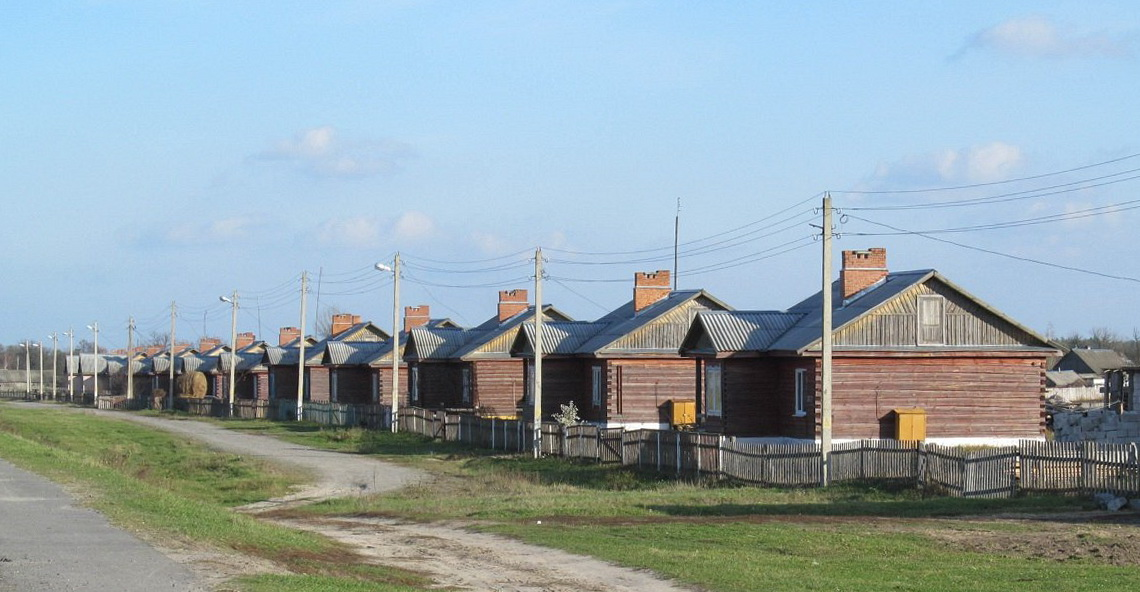
Застройка агрогородка
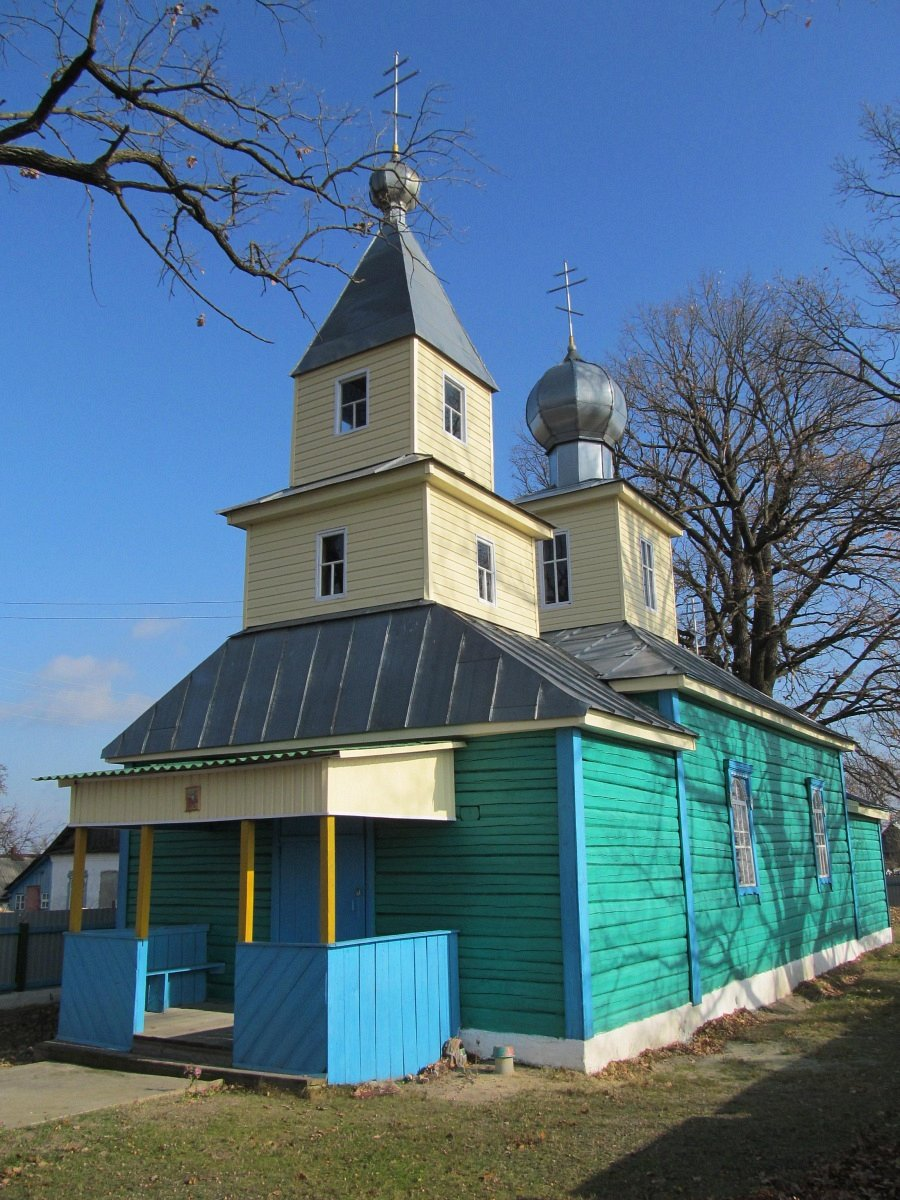
Свято-Георгиевская церковь